# Ислам в Бенине

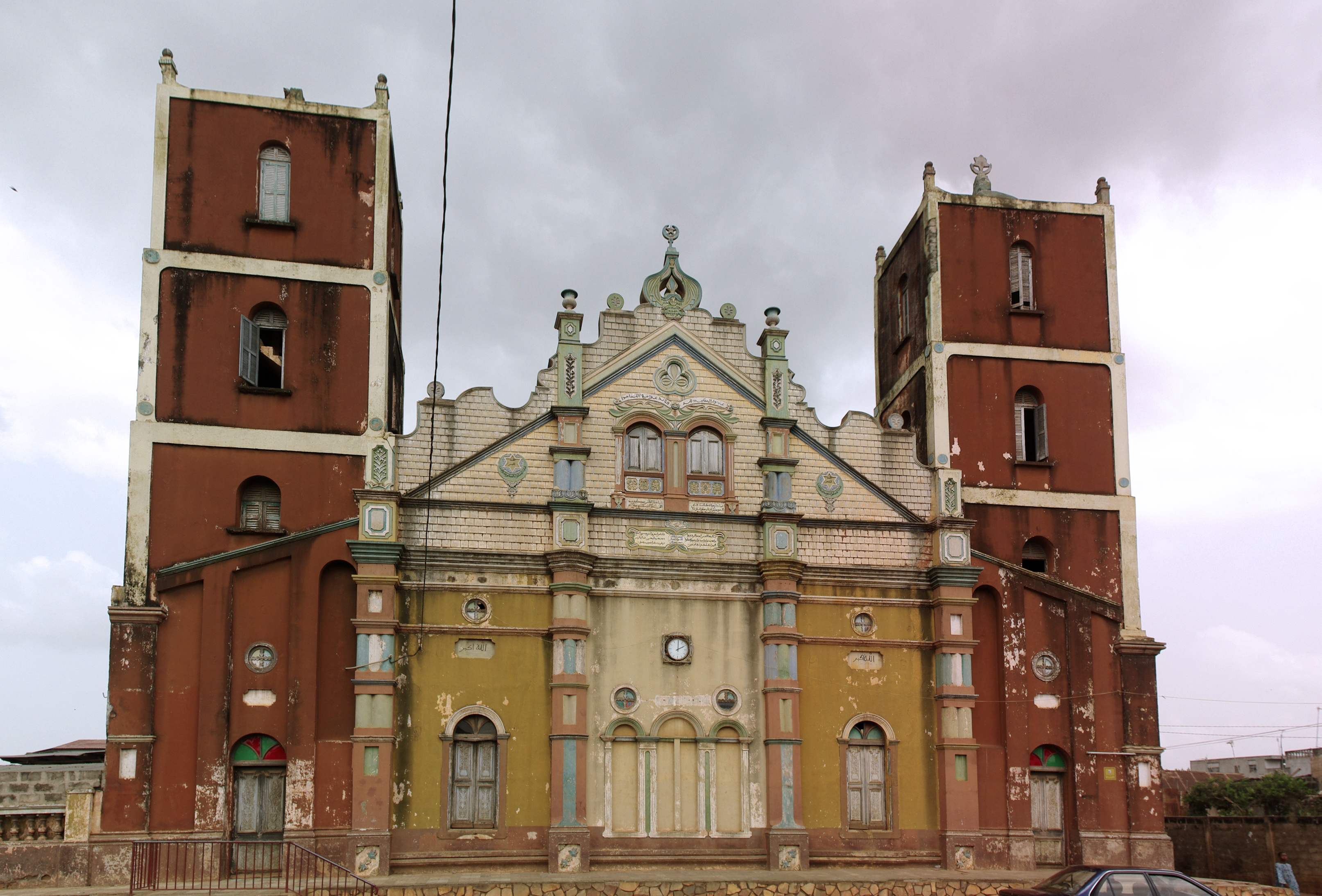
Мечеть в Порто-Ново

Ислам в Бенине исповедуют по разным данным от 15 % до 27 % населения этой страны.

## История
Распространение ислама в Средневековье обусловлено прежде всего торговыми связями с североафриканскими берберами и туарегами. С XV века ислам стал распространяться в северной части страны вошедшей в состав государства Сонгай. В то же время южная часть современного Бенина вошла в состав сначала Бенинского царства, государства Ойо, а после королевства Дагомея где сохранялись африканские традиционные религии.
В начале XIX века число мусульман значительно выросло за счёт массового притока мусульманских беженцев из северной Нигерии, которые бежали от джихада хауса и фульбе.

## Численность и расселение
Мусульмане в основном проживают на северо-востоке и юго-востоке Бенина. Большая часть мусульман в Бенине сунниты, но есть и шииты в основном мигранты с Ближнего Востока. Существует также община ахмадитов, которая появилась в 2006 году.
Ислам распространен среди этнических групп фульбе, барба, сомба, йоруба, буса. Часто бывает, что в одной семье можно встретить родственников исповедующих христианство, ислам и местные традиционные верования.
Самая большая мечеть в Бенине — мечеть Аль-Махди в Порто-Ново. Она была построена в 2008 году и может вместить одновременно 7000 человек.